# Hackhausen (Dormagen)

Dormagen-Hackhausen

Hackhausen ist ein Ort im Stadtteil Hackenbroich der Stadt Dormagen im Rhein-Kreis Neuss im Land Nordrhein-Westfalen.

## Lage
Nordwestlich von Hackhausen befindet sich die Ortschaft Hackenbroich. Seit Ende der 1960er, Anfang der 1970er Jahre gibt es einen fließenden Übergang zu Hackenbroich. Im Süden grenzt gleich das Schloss Arff an, das schon zur Stadt Köln gehört. In der Nähe befindet sich das Waldgebiet Chorbusch.

## Geschichte

### Mittelalter

Dormagen-Hackhausen, Kapelle

Hackhausen wurde urkundlich erstmals im Jahre 1080 erwähnt: Der Kölner Erzbischof Sigwin übertrug dabei dem Kölner St. Kunibert-Stift den Rodungszehnten von Hachuson. Vermutlich wurde der Ort von Köln-Worringen aus als Rodung gegründet. 1124 wird der Ort in einer Schenkungsurkunde von Erzbischof Friedrich I. von Cöln genannt. Im Jahre 1155 besaß das Kloster Knechtsteden einen Hof in Hackhausen. Allerdings wurde der Ort erst wieder 1317 in den Unterlagen von Knechtsteden erwähnt, so dass anzunehmen ist, dass Knechtsteden seinen Besitz in Hackhausen aufgegeben hatte. Im Jahre 1308 übertrug Johann von Reifferscheid-Bedburg, Herr von Hackenbroich, seinen Hof in Hackhausen an den Grafen von Holland als Lehen. 1317 verkaufte Johann von Reifferscheid-Bedburg den Hof Siegenhoven an das Kloster Knechtsteden.

### Neuzeit
1794 besetzten französische Truppen Hackhausen und es wurde ein Teil der neuen Mairie Dormagen im Département de la Roer. Auf einer Landkarte des Vermessers Tranchot wurde Hackhausen fälschlich als Horrem bezeichnet. 1815 kam das Dorf an das Königreich Preußen. 1816 entstand die Gemeinde Hackenbroich, der Hackhausen zugeteilt wurde. Die Gemeinde Hackhausen wurde ein Teil der Bürgermeisterei Dormagen im Kreis Neuß. Im 19. Jahrhundert entwickelte sich Hackhausen zu einem kleinen Straßendorf. Zunächst hatte der Ort im Jahre 1817 insgesamt 21 Häuser. 1834 verfügte Hackhausen über eine Mühle. Im Jahre 1878 wurde ein Kriegerverein für Hackenbroich und Hackhausen gegründet. 1879 erschien ein Adressbuch für den Raum Dormagen. Für die Ortschaft Hackhausen wurden der Fruchtmüller und Bäcker Theodor Hogrebe, der Schenkwirth Peter Töller und der Kartoffelhändler Johann Schotten erwähnt. Im März 1945 besetzten amerikanische Truppen Hackhausen. Seit dem 1. Juli 1969 ist Hackhausen ein Teil der Stadt Dormagen. Im Jahre 2005 konnte der Ort seine 925-Jahr-Feier begehen.

### Einwohner
- 1817: 096 Einwohner
- 1821: 141 Einwohner
- 1830: 123 Einwohner
- 1834: 114 Einwohner
- 1846: 130 Einwohner
- 1856: 135 Einwohner
- 1858: 142 Einwohner
- 1861: 148 Einwohner
- 1900: 125 Einwohner
- 1916: 097 Einwohner
- 2006: 400 Einwohner
- 2010: 443 Einwohner
- 2015: 437 Einwohner[1]

## Kultur und Freizeit

### Vereine
- St.-Hubertus-Schützenbruderschaft Hackenbroich-Hackhausen

## Sport
- Minigolfanlage mit Grillplatz des MGC Dormagen-Brechten e. V.
- Bezirkssportanlage mit Fußball-, Hockey- und Baseballplätzen

## Einrichtungen
- Zwei Kindertagesstätten, und zwar Die kleinen Strolche und die Villa Kunterbunt. Träger der Einrichtungen ist das Evangelische Sozialwerk Dormagen e. V.[5]
- Kleingartenanlage
- Kinder- und Jugendtreff St. Katharina
- Sportzentrum
- Schule am Chorbusch
- Evangelisches Jugendzentrum im sozialen Zentrum Chorbusch